# Silverton (Colorado)
Silverton es un pueblo ubicado en el condado de San Juan en el estado estadounidense de Colorado. En el año 2010 tenía una población de 637 habitantes y una densidad poblacional de 303,3 personas por km².

## Geografía
Silverton se encuentra ubicada en las coordenadas 37°48′45″N 107°39′47″O / 37.81250, -107.66306.

## Clima
| Parámetros climáticos promedio de Silverton en el periodo 1981-2010                                  | Parámetros climáticos promedio de Silverton en el periodo 1981-2010 | Parámetros climáticos promedio de Silverton en el periodo 1981-2010 | Parámetros climáticos promedio de Silverton en el periodo 1981-2010 | Parámetros climáticos promedio de Silverton en el periodo 1981-2010 | Parámetros climáticos promedio de Silverton en el periodo 1981-2010 | Parámetros climáticos promedio de Silverton en el periodo 1981-2010 | Parámetros climáticos promedio de Silverton en el periodo 1981-2010 | Parámetros climáticos promedio de Silverton en el periodo 1981-2010 | Parámetros climáticos promedio de Silverton en el periodo 1981-2010 | Parámetros climáticos promedio de Silverton en el periodo 1981-2010 | Parámetros climáticos promedio de Silverton en el periodo 1981-2010 | Parámetros climáticos promedio de Silverton en el periodo 1981-2010 | Parámetros climáticos promedio de Silverton en el periodo 1981-2010 |
| Mes                                                                                                  | Ene.                                                                | Feb.                                                                | Mar.                                                                | Abr.                                                                | May.                                                                | Jun.                                                                | Jul.                                                                | Ago.                                                                | Sep.                                                                | Oct.                                                                | Nov.                                                                | Dic.                                                                | Anual                                                               |
| --- | ------------------------------------------------------------------- | ------------------------------------------------------------------- | ------------------------------------------------------------------- | ------------------------------------------------------------------- | ------------------------------------------------------------------- | ------------------------------------------------------------------- | ------------------------------------------------------------------- | ------------------------------------------------------------------- | ------------------------------------------------------------------- | ------------------------------------------------------------------- | ------------------------------------------------------------------- | ------------------------------------------------------------------- | ------------------------------------------------------------------- |
| Temp. máx. media (°C)                                                                                | 0.9                                                                 | 2.7                                                                 | 5.2                                                                 | 8.6                                                                 | 14.1                                                                | 20.1                                                                | 22.9                                                                | 21.4                                                                | 17.7                                                                | 12.2                                                                | 5.6                                                                 | 0.7                                                                 | 11.1                                                                |
| Temp. media (°C)                                                                                     | -9.6                                                                | -7.6                                                                | -4.2                                                                | 0.4                                                                 | 5.8                                                                 | 10.2                                                                | 13.5                                                                | 12.7                                                                | 8.6                                                                 | 3.2                                                                 | -3.6                                                                | -9.2                                                                | 1.7                                                                 |
| Temp. mín. media (°C)                                                                                | -20.2                                                               | -17.8                                                               | -13.6                                                               | -7.8                                                                | -2.4                                                                | 0.4                                                                 | 4.1                                                                 | 3.9                                                                 | -0.5                                                                | -5.8                                                                | -12.7                                                               | -19.0                                                               | -7.6                                                                |
| Precipitación total (mm)                                                                             | 45.0                                                                | 54.9                                                                | 60.5                                                                | 48.8                                                                | 43.9                                                                | 30.5                                                                | 65.8                                                                | 83.3                                                                | 82.0                                                                | 60.2                                                                | 46.2                                                                | 51.8                                                                | 672.8                                                               |
| Fuente: NCDC 1981-2010 Monthly Normals Silverton en el periodo 1981-2010(en) 28 de noviembre de 2012 |                                                                     |                                                                     |                                                                     |                                                                     |                                                                     |                                                                     |                                                                     |                                                                     |                                                                     |                                                                     |                                                                     |                                                                     |                                                                     |

## Demografía
Según la Oficina del Censo en 2000 los ingresos medios por hogar en la localidad eran de $30 486, y los ingresos medios por familia eran $39 375. Los hombres tenían unos ingresos medios de $30 588 frente a los $19 886 para las mujeres. La renta per cápita para la localidad era de $16 839. Alrededor del 21,6% de la población estaba por debajo del umbral de pobreza.